# Каяко Саэки
Каяко Саэки (佐伯　伽椰子 Саэки Каяко, в девичестве Кавамата (Kawamata)) — одна из главных антагонистов медиа-франшизы «Проклятие», мстительный дух убитой девушки, созданный Такаси Симидзу. Каяко является популярным персонажем фильмов ужасов, появляясь в 6 полнометражных фильмах и 1 короткометражном.

## История
Каяко была дочерью итако, японской шаманки-экзорциста. После каждого изгнания мать «скармливала» дочери пойманных духов, из-за чего Каяко подвергалась остракизму в школе (так было сказано в американской версии). Поступив в университет, она встретила и полюбила Сюнсуя Кобаяси, человека, который сыграет огромную роль в её судьбе. Неудача с Кобаяси побудила Каяко начать жизнь сначала. Позже Каяко вышла замуж за Такэо Саэки, единственного человека, который любил её и заботился о ней. Позже у них родился сын Тосио. Когда Тосио пошёл в школу, его учителем оказался Кобаяси. Каяко опять влюбляется и записывает это в свой дневник. Такэо случайно находит его и, прочитав о Кобаяси, начинает считать, что Каяко изменяет ему, а также исполняется уверенности, что Тосио вовсе не его сын. Такэо настигает Каяко на лестнице, сворачивает ей лодыжку и злорадно смотрит, как та в ужасе сползает с лестницы. Когда Каяко доползает до низа, он ломает ей шею. Тосио в ужасе наблюдает за этим, но затем Такэо убивает и его, утопив в ванной его самого, а также его любимую кошку (так было показано в американской версии. В оригинале сын прячется в шкафу и затем просто пропадает. Скорее всего, Каяко после своей смерти забрала сына с собой в загробный мир, что объясняет их одновременное появление перед жертвами). Такэо прячет труп Тосио в туалете, а Каяко выбрасывает в мусорном мешке на чердак. Проклятие Каяко нависает над домом, и первой его жертвой становится Такэо (в оригинальной версии — Кобаяси, зашедший проверить своего ученика. Такэо погибает спустя короткое время недалеко от дома Кобаяси от рук Каяко, куда тот приходил мстить ему). С тех пор всякий, кто поселится или просто войдёт в дом Саэки, встретится с духами Такэо и Тосио, но фатальной всегда оказывается встреча с мстительным духом Каяко.

## Создание и характеристика
Персонаж Каяко был создан режиссёром Такаси Симидзу. Во всех фильмах, кроме «Проклятие 3», Каяко играла известная актриса и сэйю Такако Фудзи, в третьей части американской трилогии призрак сыграла Айко Хориути.
Каяко представляет собой классический образ привидения в японской поп-культуре, легко узнаваемый по судорожным, порывистым движениям, хрусту костей при движении и зловещему хрипу (именно этот звук Каяко издавала в безуспешной попытке крика, когда Такэо сломал ей шею). В отличие от других онрё (Садако Ямамура, Самара Морган), убивающих при помощи психических атак и внушения невыразимого ужаса, Каяко использует в основном более жестокие физические методы убийства, такие, как удушение волосами и переломы костей. Что интересно, ни один человек не пытался сражаться с Каяко физически, так как аура страха Каяко накладывала на всех её жертв паралич.
Сила Каяко настолько велика, что она способна поглощать физические тела своих жертв. Одновременно может преследовать несколько жертв в разных частях мира.
Её сила питает дух погибшего сына Тосио. При том сам Тосио, привязанный к домашнему питомцу — черному коту, после гибели слился с духом чёрной кошки, образовав единый полтергейст.